# Kloster Ebernach

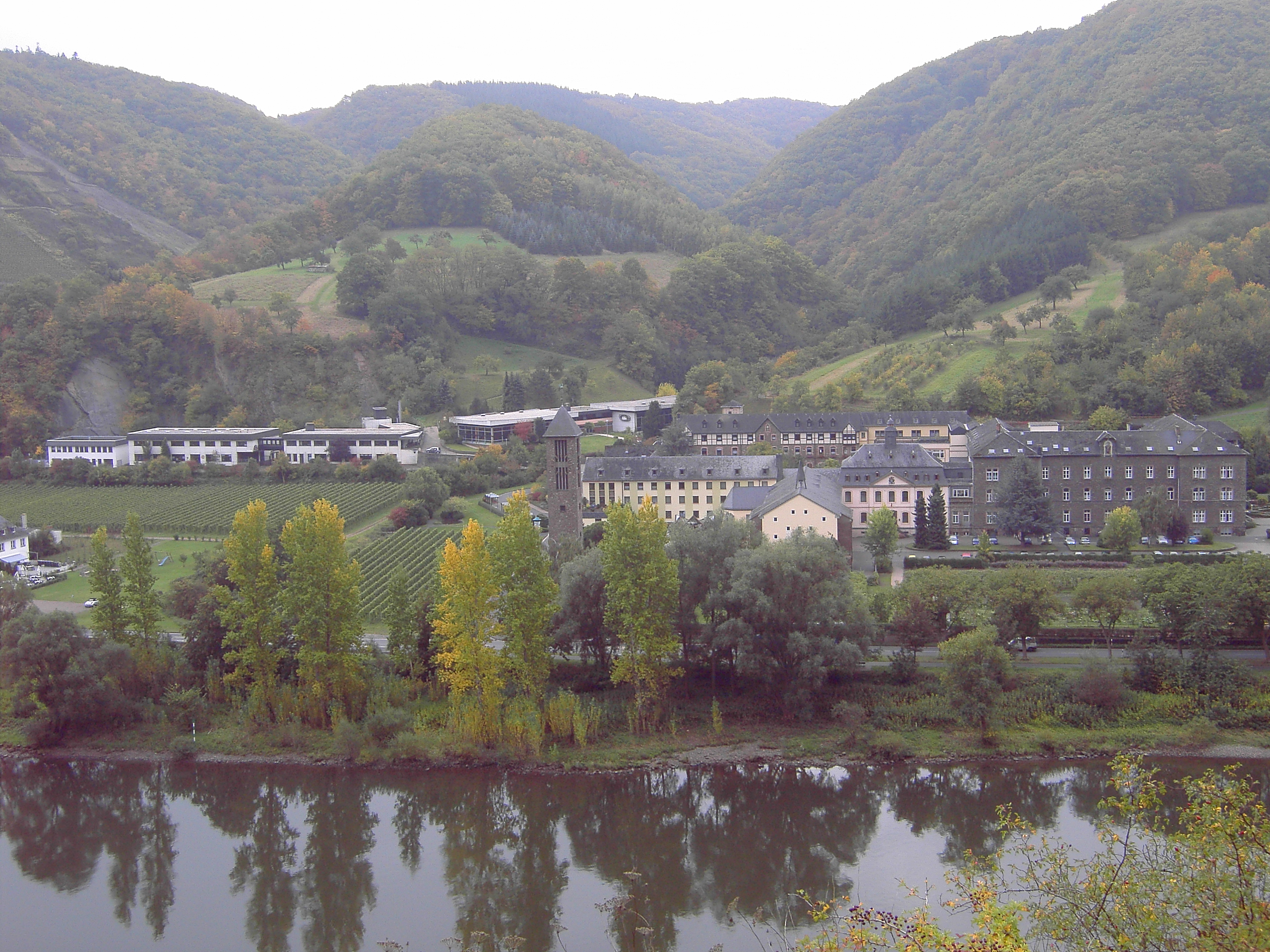
Blick auf Kloster Ebernach

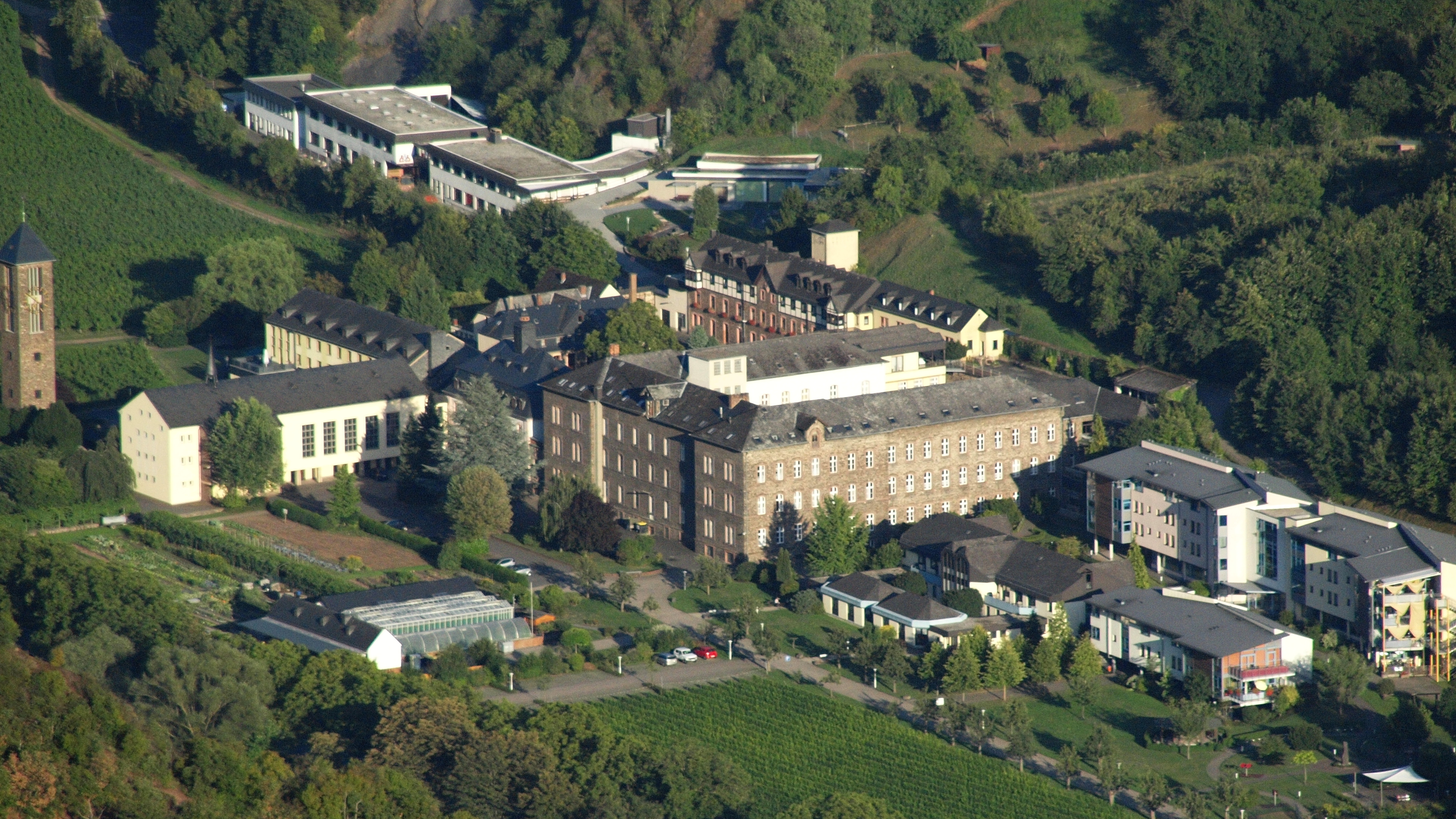
Kloster Ebernach, Luftaufnahme (2015)

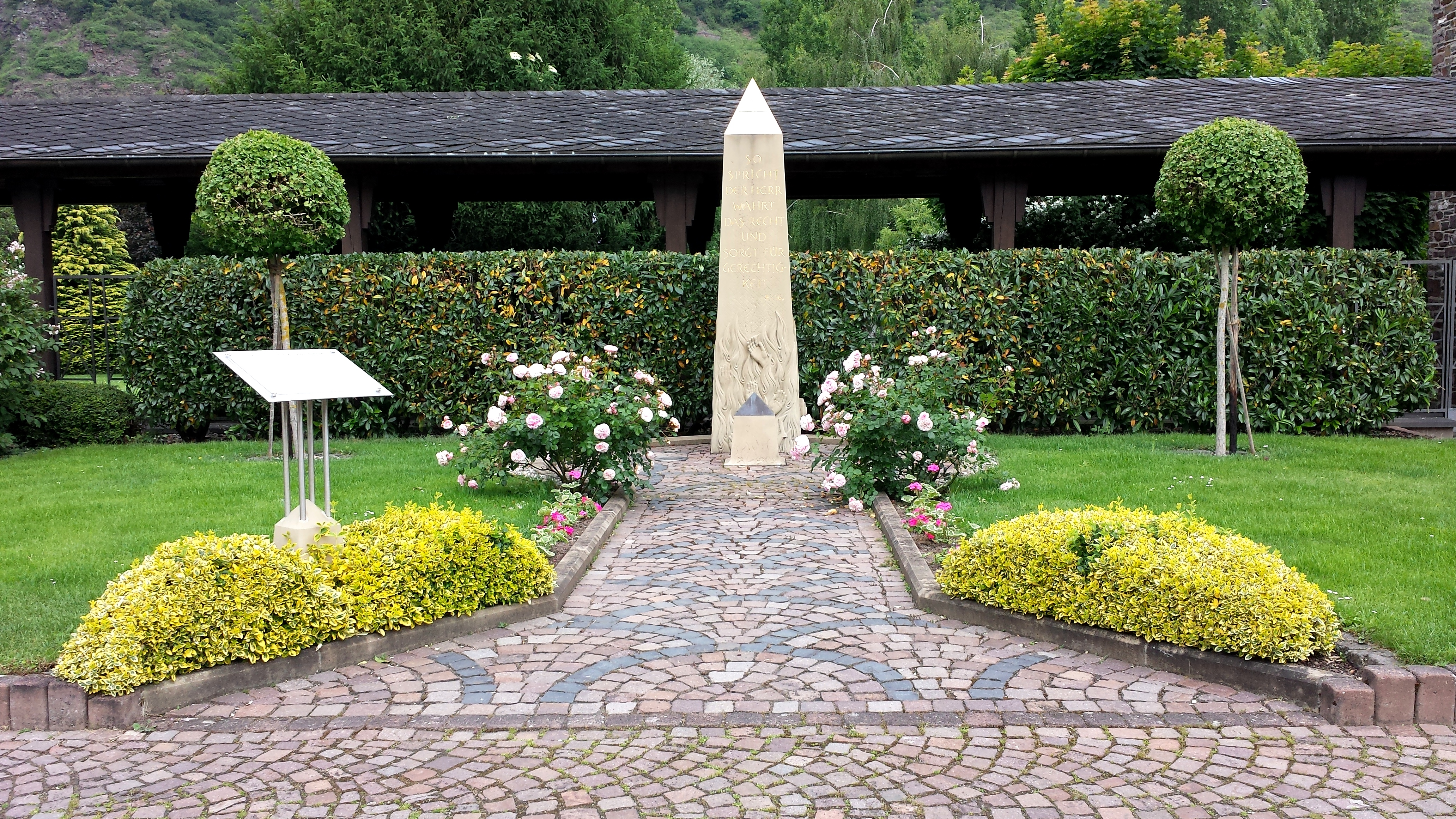
Gedenkstätte in Ebernach

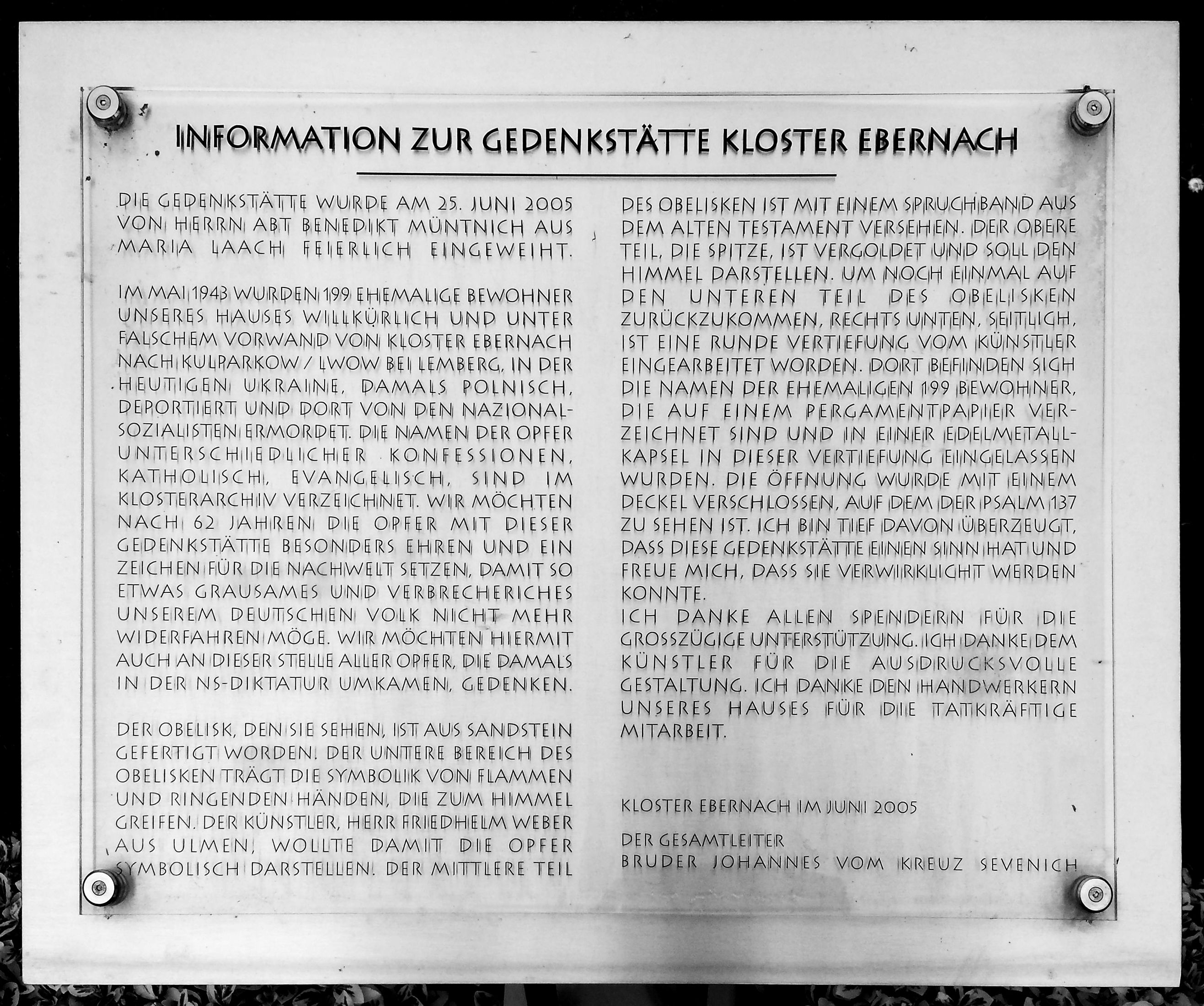
Informationstafel

Das Kloster Ebernach befindet sich bei Sehl, einem zu Cochem an der Mosel gehörigen Ort. Das Kloster wurde im Jahr 1130 als Propstei des Benediktinerklosters Laach (heute: Maria Laach) gegründet und gehört seit 1887 zu den Einrichtungen der vom Laienbruder Peter Wirth (Bruder Jakobus) 1862 gegründeten Franziskanerbrüder vom Heiligen Kreuz.

## Geschichte
Die Anfänge des Klosters gehen auf eine Schenkung des Ritters Johann von Evernach und seiner ersten Gattin Mechthild an die Benediktinerabtei Laach im Jahr 1130 zurück. Nachdem das Gut zunächst wieder zurückgekauft worden war, schenkten es nach Johanns Tod die zweite Ehefrau Mathilde und der Sohn Johann zwischen 1163 und 1177 erneut der Abtei Laach. In der nur auszugsweise als Abschrift erhaltenen ersten Schenkungsurkunde wird das Gut Evernacum genannt. Das spricht für einen keltischen Ursprung, wobei aus Averniacum das lateinische Evernacum und später zunächst das deutsche Evernach wurde. Der heutige Name Ebernach hat sich erst seit Ende des 19. Jahrhunderts durchgesetzt.
Die Propstei erhielt 1673 das danebenliegende Weingut. Drei Jahre später wurde die Wegkapelle erstellt. 1802 kam es zur Auflösung der Propstei durch den Reichsdeputationshauptschluss Napoleons. Die Liegenschaften gerieten an den reichen Cochemer Arzt Dr. Karl Boost (1802–1877). Seine Tochter, Ehefrau des Sehler Lehrers Johann Franz Gering, erbte schließlich den ganzen Besitz. Sie starb 1881. Das ehemalige Probsteigebäude Ebernach hatte sie der Pfarrei St. Martin in Cochem mit der Auflage vermacht, dort ein Krankenhaus einzurichten. Da die Pfarrei jedoch nicht dazu imstande war, kaufte die Rheinische Provinzialverwaltung (Rheinprovinz) den Besitz an und bat die Kongregation der Waldbreitbacher Franziskanerbrüder vom Heiligen Kreuz, die Leitung einer Heil- und Pflegeanstalt in Ebernach für männliche geistig behinderte Menschen zu übernehmen. Am 12. Oktober 1887 begann die Pflege von Menschen mit Krankheiten, Gebrechen und Behinderungen. Ab 1888 entstanden die Erweiterungsbauten.
Das deutsche Mutterhaus der Franziskanerbrüder hatte von 1937 bis 1947 seinen Sitz im Kloster Ebernach. Die vorhandenen Gebäude wurden für diese Zwecke modernisiert und um einige Baulichkeiten erweitert. Während des Zweiten Weltkrieges gab es hier immer wieder Einquartierungen und zeitweise wurden eine Kaserne, ein Kreishilfskrankenhaus, ein Reservelazarett, ein Lager für Kriegsgefangene/Zwangsarbeiter, ein Heim für Arbeiterinnen und Arbeiter, ein Flüchtlings- und Altenheim für Trierer Evakuierte und schließlich eine Verwundeten-Sammelstelle eingerichtet. Im November 1944 kam auch das Bischöfliche Generalvikariat in einigen Räumen Ebernachs unter und Cochemer Behörden bezogen gegen Kriegsende hier Notquartiere. Bei Luftangriffen suchten Teile der Bevölkerung von Cochem und Sehl Schutz in dem Weinkeller des Klosters. Anfang Mai 1943 waren durch staatliche Stellen im Rahmen der deutschen Euthanasie-Politik 199 geistig Behinderte in die Anstalt Kulparkow bei Lemberg deportiert und ermordet worden. Die Franziskanerbrüder errichteten zum Gedenken dieser Menschen 2005 ein Denkmal zwischen Kirche und Kirchturm. Seit dem Zweiten Weltkrieg widmet man sich im Kloster Ebernach unter der Trägerschaft der Franziskanerbrüder vom Heiligen Kreuz der Betreuung von lern- und geistig behinderten Menschen. Dabei wurde das Kloster immer den aktuellen Bedürfnissen angepasst und wenn nötig baulich erweitert. Heute leben rund 300 Behinderte in den verschiedenen Abteilungen und Wohngruppen des Klosters.